# 俞雪婀
俞雪婀（本名：俞惠珍，1984年6月29日—），韓國女演員。

## 演出作品

### 電視劇
- 2006年：MBC《我人生的Special》
- 2008年：OCN《女師父一體》
- 2009年：TBS《東京女孩》
- 2012年：SBS Plus/TBS《浪漫滿屋 TAKE 2》飾演 陳世玲

### 電影
- 2006年：《卸屍宴》

### MV
- 2006年：輝星《為什麼只有我》
- 2006年：Yarn《總是》（與金東允、李世娜）
- 2009年：青林《Step》
- 2010年：枝恩&煥熙《昨天》
- 2010年：Sorea D《朝著心裏》
- 2013年：MAIN《愛情這種話》（與金剛）

## 腳註
1. ↑  유설아, '포스트 김하늘' 신호탄 （页面存档备份，存于）

## 外部連結
- NAVER （页面存档备份，存于）